# Apalis de Chapin
L'apalis de Chapin (Apalis chapini) és una espècie d'ocell passeriforme que pertany a la família Cisticolidae endèmica de les muntanyes que hi ha al nord i nord-oest del Llac Malawi. El nom commemora l'ornitòleg nord-americà James Paul Chapin.

## Distribució i hàbitat
Es troba únicament a les muntanyes de l'Arc muntanyós Oriental que s'estenen al nord del llac Malawi i les que el circumden pel nord-oest, distribuït per Malawi, Tanzània i Zàmbia.
L'hàbitat natural són els boscos humits tropicals de muntanya.